# ISO 3166-2:AD
ISO 3166-2:AD este o secțiune a ISO 3166-2, parte a standardului ISO 3166, publicat de Organizația Internațională de Standardizare (ISO), care definește codurile pentru subdiviziunile Andorrei (a cărui cod ISO 3166-1 alpha-2 este AD).
În prezent 7 parohii au asignate coduri. Fiecare cod începe cu AD-, urmat de o cifră (1–7, în ordine alfabetică).

## Codurile actuale
Codurile și numele diviziunilor sunt listate așa cum se regăsesc în standardul publicat de Agenția de Mentenanță a standartului ISO 3166 (ISO 3166/MA). Faceți click pe butonul din capul listei pentru a sorta fiecare coloană.
| Cod   | Nume subdiviziune   |
| ----- | ------------------- |
| AD-07 | Andorra la Vella    |
| AD-02 | Canillo             |
| AD-03 | Encamp              |
| AD-08 | Escaldes-Engordany  |
| AD-04 | La Massana          |
| AD-05 | Ordino              |
| AD-06 | Sant Julià de Lòria |